# Berufsbildende Schulen J.P.C. Heinrich Mette Quedlinburg

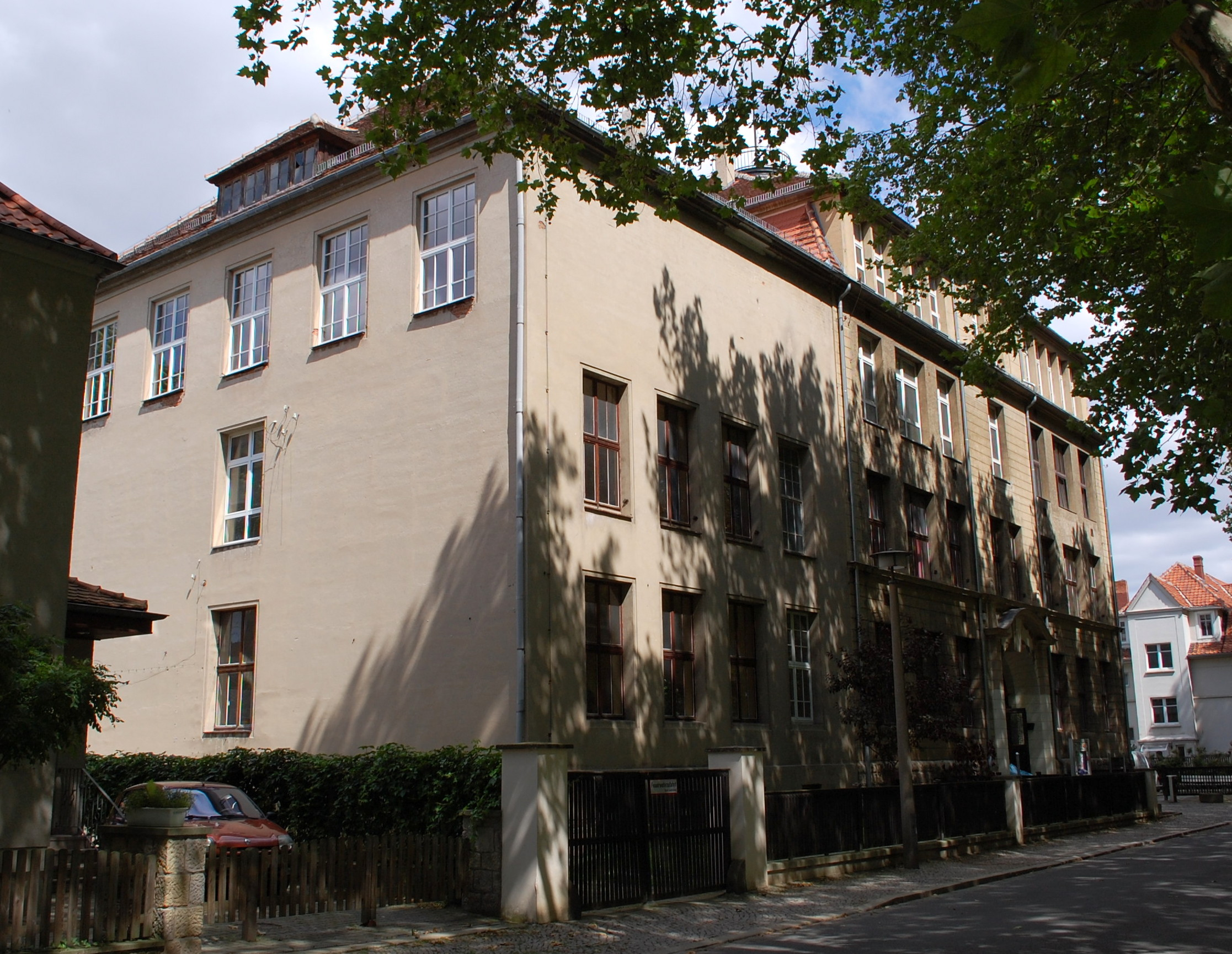
Schulgebäude in der Bossestraße 3

Die Berufsbildende Schulen J.P.C. Heinrich Mette Quedlinburg ist eine Berufsschule in Quedlinburg in Sachsen-Anhalt. Das an der Adresse Bossestraße 3 befindliche Schulgebäude steht unter Denkmalschutz.
Die Schule befindet sich auf der Nordseite des Bosseplatzes, nördlich der historischen Innenstadt Quedlinburgs. Das Schulgebäude ist im Quedlinburger Denkmalverzeichnis eingetragen.

## Architektur und Geschichte
Das Gebäude entstand in den Jahren von 1906 bis 1908, nach anderen Angaben in den Jahren 1905/1906 durch den Stadtbaurat Laumer. Die Gestaltung der Fassade präsentiert sich in Formen eines einfachen Jugendstils. Zum Teil klingen Elemente des Neobarock an.

## Schulbetrieb
Die Schule wurde am 11. April 1907 als Knabenvolksschule eröffnet. Heute befindet sich im Haus die Berufsschule. Der 2007 vergebene Name erinnert an den Begründer eines Quedlinburger Saatzuchtbetriebes Heinrich Mette.
Die Schule bietet mehrere Ausbildungs- und Schulbereiche, so unter anderem:
- das Fachgymnasium (mit den Schwerpunkten Wirtschaft, Gesundheit und Soziales, Technik SP Ingenieurwissenschaften);
- Berufsschule für die Bereiche nichtärztliche Heilberufe, Pflegeberufe, Werkerberufe;
- Bereich der Berufsvorbereitung;
- Fachschulen für Sozialpädagogik, Sozialassistenz sowie Kinderpflege;
- Fachoberschule für Gestaltung sowie gestaltungstechnische Assistenz.

Neben dem Hauptgebäude in der Bossestraße wird noch das Gebäude und die Sportanlagen in der Weyhestraße 1a (bis 1990 Polytechnische Oberschule Hans Beimler, 1990–2004 Gebäude 2 des GutsMuths-Gymnasiums) genutzt. In der Lindenstraße 60 existiert ein weiteres Schulgebäude.